# Balebreviceps hillmani
Genre
Espèce
Statut de conservation UICN

 CR B1ab(iii,v)+2ab(iii,v) : 
En danger critique
Balebreviceps hillmani, unique représentant du genre Balebreviceps, est une espèce d'amphibiens de la famille des Brevicipitidae.

## Répartition
Cette espèce est endémique du parc national du Mont Balé en Éthiopie. Elle se rencontre à environ 3 200 m d'altitude.

## Étymologie
Cette espèce est nommée en l'honneur de Stanley S. Hillman.

## Publication originale
- Largen & Drewes, 1989 : A new genus and species of brevicipitine frog (Amphibia Anura Microhylidae) from high altitude in the mountains of Ethiopia. Tropical Zoology, vol. 2, no 1, p. 13–30.